# Vladimir Maček
Vladimir (Vlatko) Maček (Jasztrebarszka, 1879. július 20. – Washington, 1964. május 15.) politikus, a Horvát Parasztpárt elnöke és a Jugoszláv Királyság kormányának alelnöke.

## Élete
A Horvát Parasztpárt élére Stjepan Radić halála után került. 1935 és 1938 között az Egyesült Ellenzék listavezetője. 1939 augusztusában aláírta a horvát kérdés megoldásáról szóló egyezményt D. Cvetkovićtyal, a Jugoszláv Radikális Párt vezetőjével. Ezután a kormány alelnöke lett.
1941-ben az ország megszállása után felszólította a horvát népet, hogy engedelmeskedjen a megszállóknak, és a független horvát állam létrehozását és életben tartását kritika nélkül szemlélte. Mivel a tengelyhatalmak őt akarták kinevezni az állam vezetésére, az usztasák vezére öt hónapra koncentrációs táborba záratta, majd házi őrizetbe helyezte. 
Az usztasák veresége után előbb Franciaországba, majd az Egyesült Államokba emigrált. Az emigrációban a szocialista Jugoszlávia elleni tevékenységet folytatott.
Politikai meggyőződése alapján polgári elveket vallott, és a munkásosztály, valamint a JKP ellensége volt. A kommunista vezetés szerint tevékenységével jelentősen hozzájárult a Jugoszláv Királyság széteséséhez.